# Aeroportul Municipal Parry Sound Area
Aeroportul Municipal Parry Sound Area (IATA: YPD) este un aeroport din Seguin⁠(d), Ontario, Canada ce deservește zona Parry Sound⁠(d). Aeroportul a fost tranzitat în 2017 de 0 pasageri. A fost numit după zona deservită.
Situat la o altitudine de 253 m, aeroportul dispune de 1 pistă.

## Infrastructură

### Piste
Aeroportul dispune de o singură pistă. Pista are orientarea 17/35. 